# Гериц
Ге́риц (Уккермарк) (нім. Göritz (Uckermark)) — громада в Німеччині, у землі Бранденбург.
Входить до складу району Уккермарк. Підпорядковується управлінню Брюссов (Уккермарк). Населення — 804 особи (на 31 грудня 2010). Площа — 25,42 км². Офіційний код — 12 0 73 216.

## Населення
| Рік  | Населення |
| ---- | --------- |
| 2005 | 856       |
| 2010 | 822       |